# Tiny Toon Adventures: Babs' Big Break
 (décembre 2021).
Si vous disposez d'ouvrages ou d'articles de référence ou si vous connaissez des sites web de qualité traitant du thème abordé ici, merci de compléter l'article en donnant les références utiles à sa vérifiabilité et en les liant à la section « Notes et références ».
Tiny Toon Adventures: Babs' Big Break (夕イ二ートウーンアドベンチャーズ, Tiny Toon Adventures) était le premier jeu basé sur Les Tiny Toons à être sorti sur la console portable Game Boy de Nintendo. Il est sorti en 1992 et a été développé et édité par Konami.

## Accueil
- Famitsu : 22/40[1]
- Nintendo Magazine System : 89 % [2]